# Еко база Југ
Еко база „Југ“ је еколошка невладина организација, а „Власински вукови“ је њихов еколошки заштитни знак.  Седиште организације је Власотинце, на југоистоку Републике Србије.
Организацију дуго година као покрет води Мирослав Крајинчанић, наставник физичког васпитања. Организација се до сада се бавила заштитом Власинског језера, реке Власине и водила и води борбу против сече и уништавања букове шуме у власотиначко-црнотравско-лесковачком крају. Позната је и по бављењу проблема заштите животне средине у граду Власотинцу  - сакупљање ђубрива у улицама, стављање канти и контејнера у свакој улици, а и уређење улица, кеја, језера поред реке Власине и озелењавање паркова и улица. У Републици Србији је постала позната широкој јавности зато што се супротставила такозваној шумској мафији, која је потпуно уништила букову шуму на планинском подручју општина Власотинце, Црна Трава и Лесковца. Као организација Еко база „Југ“ ступала је у одбрану, заштиту и очување природе са здравом водом, флором и фауном у планинском подручју од приватизације, па је чак њихова тужба против државних институција доспела и до Врховног суда Републике Србије.